# Coal Mines historiska plats
Coal Mines historiska plats var under en period på 15 år (1833-1848) en skyddstillsynsstation för straffångar och platsen för Tasmaniens (då Van Diemen's Land's) första verksamma kolgruva, "som fungerade som en straffplats för den 'västra sortens' straffångar från Port Arthur".  
Platsen är idag en grupp ruiner och landskapsförändringar och är av sådan kulturell betydelse att det både finns med på Australian National Heritage List och på världsarvslistan tillsammans med 10 andra platser under det gemensamma namnet Australiska straffångeplatser

### Fotnoter
1. 1 2  Australian Department of Environment, Water, Heritage, and the Arts "Coal Mines Historic Site" webpages 5 August 2010
2. ↑  ”Parks and Wildlife Service Tasmania's "Coal Mines" websiteAccessed 5 August 2010”. Arkiverad från originalet den 11 december 2010. https://web.archive.org/web/20101211125342/http://www.parks.tas.gov.au/index.aspx?base=2560. Läst 24 augusti 2010.
3. ↑  Australia's Department of Environment, Heritage, Water and the Arts "World Heritage: Australian Convict Sites" webpage Accessed 2 August 2010